# Ngày Báo chí cách mạng Việt Nam
Ngày Báo chí Cách mạng Việt Nam (ngày 21 tháng 6) là ngày kỉ niệm ra đời của báo "Thanh niên" do lãnh tụ Nguyễn Ái Quốc sáng lập 21 tháng 6 năm 1925. Trong lịch sử báo chí Việt Nam, từ những năm 60 thế kỉ 19 đã có "Gia Định báo" và một số báo khác lần lượt ra đời tại Sài Gòn, Hà Nội và một vài địa phương khác. Nhưng báo "Thanh niên" đã mở ra một dòng báo chí mới: báo chí cách mạng Việt Nam. Báo "Thanh niên" giương cao ngọn cờ cách mạng, nói lên ý chí, khát vọng của dân tộc Việt Nam và chỉ rõ phương hướng đấu tranh của nhân dân Việt Nam vì độc lập, tự do và chủ nghĩa xã hội. Do ý nghĩa đó, Ban Bí thư Trung ương Đảng Cộng sản Việt Nam đã ra Quyết định số 52 ngày 5 tháng 2 năm 1985 lấy ngày 21 tháng 6 hằng năm làm Ngày báo chí Việt Nam nhằm nâng cao vai trò và trách nhiệm xã hội của báo chí, thắt chặt mối quan hệ giữa báo chí với công chúng, tăng cường sự lãnh đạo của Đảng đối với báo chí.
Ngày 21 tháng 6 năm 2000, nhân kỉ niệm 75 năm Ngày báo chí Việt Nam, theo đề nghị của Hội Nhà báo Việt Nam, Bộ Chính trị Ban Chấp hành Trung ương Đảng Cộng sản Việt Nam đồng ý gọi Ngày báo chí Việt Nam là Ngày Báo chí Cách mạng Việt Nam.

## Nhà báo vĩ đại
Theo báo "Năng lượng mới", Hồ Chí Minh không chỉ là một nhà báo vĩ đại mà còn là người khai sinh và đặt nền móng vững chắc cho báo chí cách mạng Việt Nam. Trong gần 50 năm hoạt động báo chí, ông đã viết hơn 2.000 bài báo, gần 300 bài thơ, gần 500 trang truyện và ký, bằng gần 200 bút danh, đã để lại cho các thế hệ nhà báo nhiều bài học lớn về nghề báo.
Chủ tịch Hồ Chí Minh cũng từng có phát biểu quan điểm vĩ đại về báo chí ở Việt Nam:
| “                                                                            | Mãi đến bây giờ, chưa có người Việt Nam nào được phép xuất bản một tờ báo cả. Tôi gọi báo là một tờ báo về chính trị, về kinh tế hay văn học như ta thấy ở các nước châu Âu hay châu Á khác, chứ không phải là một tờ báo do chính quyền thành lập và giao cho bọn tay chân điều khiển, chỉ nói đến chuyện nắng mưa, tán dương những kẻ quyền thế đương thời, kể chuyện vớ vẩn, ca tụng công ơn của nền khai hóa và ru ngủ dân chúng. Báo đầu độc người ta như thế, thì ở Đông Dương cũng có ba hay bốn tờ đấy. | ” |
| — Hồ Chí Minh - Đây "công lý" của thực dân Pháp ở Đông Dương - Tháng 12/1920 | |   |

## Kỷ niệm 90 năm
Trong bài phát biểu kỷ niệm 90 năm ngày báo chí, Tổng Bí thư đảng Cộng sản Nguyễn Phú Trọng gửi đến các nhà báo: "phải là người đi tiên phong trên mặt trận tư tưởng, tỉnh táo, cảnh giác, lấy chính thực tiễn sinh động của đất nước đổi mới để tấn công, vạch trần âm mưu thâm độc của các thế lực xấu, thù địch, củng cố lòng tin của nhân dân với Đảng, Nhà nước và chế độ ta."

### Chỉ trích
Trả lời đài RFA, nhà đạo diễn Song Chi, hiện đang sống tại Na Uy, trích dẫn lời cố chủ tịch Hồ Chí Minh, phê phán nền báo chí Cộng hòa Xã hội chủ nghĩa Việt Nam trong suốt bảy thập kỷ qua: "không đặt quyền lợi của đất nước, dân tộc lên trên mà phải đặt quyền lợi của chế độ đang cai trị đất nước trên tất cả, “ông chủ” của những nền báo chí ấy không phải là nhân dân, bởi vì nó không phục vụ lợi ích của đông đảo nhân dân … mà phục vụ trước hết là giai cấp cầm quyền, sau đó là những kẻ có tiền."